# An Innocent Thief (film 1915)
An Innocent Thief è un cortometraggio muto del 1915 diretto da Charles M. Seay.

## Produzione
Il film fu prodotto dalla Edison Company.

## Distribuzione
Distribuito dalla General Film Company, il film - un cortometraggio in una bobina - uscì nelle sale cinematografiche USA l'11 maggio 1915.